# Ślepiec bałkański
Ślepiec bałkański (Spalax graecus) – gatunek ssaka z podrodziny ślepców (Spalacinae) w obrębie rodziny ślepcowatych (Spalacidae).

## Systematyka
Gatunek po raz pierwszy zgodnie z zasadami nazewnictwa binominalnego opisał w 1898 roku niemiecki zoolog Alfred Nehring nadając mu nazwę Spalax graecus. Holotyp pochodził z okolic Czerniowców w Bukowinie północnej na Ukrainie. 
S. graecus należy do grupy gatunkowej graecus. Bywał łączony ze ślepcem stepowym (Spalax microphthalmus), ale obecnie jest uznawany za osobny gatunek. Badania mtDNA i morfologiczne wykazały istotne różnice między S. graecus, S. antiquus i S. istricus, które potwierdzają ich status jako odrębnych gatunków. Garnitur chromosomowy tego zwierzęcia tworzy 31 par (2n=62) chromosomów (FN=124). Autorzy Illustrated Checklist of the Mammals of the World uznają ten takson za gatunek monotypowy.

### Etymologia
- Spalax: gr. σπαλαξ spalax, σπαλακος spalakos „kret”[8].
- graecus: łac. Graecus „grecki, Grek”, od Graecia „Grecja”[9].

## Zasięg występowania
Ślepiec bałkański występuje w południowo-zachodniej Ukrainie i północno-wschodniej Rumunii. Jego obszar występowania jest nieciągły. Występuje na nizinach i wyżynach. Na Ukrainie od 20-40 lat nie stwierdzono jego występowania; populacja w tym kraju mogła znacząco zmaleć, lub gatunek mógł w nim wymrzeć.
Ślepiec bałkański zamieszkuje stepy, pastwiska, pola i sady; często preferuje stoki nachylone ku północy. Unika bardzo suchych miejsc.

## Morfologia
Długość ciała (bez ogona) 217–280 mm, ogon niewidoczny; masa ciała 415–700 g. 

## Zachowania
Jak inne ślepcowate, ślepiec bałkański prowadzi podziemny tryb życia; jednym z przystosowań tego rodzaju do takiego trybu życia jest brak widocznych oczu (są one małe i ukryte pod skórą). Kopie rozległe i złożone systemy tuneli, zawierające komory gniazdowe, magazynowe i toalety. Gryzonie te gromadzą się w zimie, ale rozpraszają w sezonie letnim. Żywią się bulwami, korzeniami, cebulami i innymi częściami roślin.

## Populacja
Nie wiadomo, jak liczny jest ślepiec bałkański. Typowa gęstość populacji to 1 do 3 osobników na hektar, choć notowano zagęszczenie sięgające 23 os./ha. Podobnie jak ślepiec mały (Spalax leucodon), także ten gatunek może być zagrożony przez intensywne wykorzystanie terenów uprawnych. W Transylwanii wciąż dominuje rolnictwo nastawione na własne potrzeby, co sprzyja stabilności populacji ślepców. Międzynarodowa Unia Ochrony Przyrody uznaje ślepca bałkańskiego za gatunek bliski zagrożenia i zaleca monitorowanie populacji. Gatunek jest wymieniony w załączniku II konwencji berneńskiej i znajduje się na państwowych listach gatunków zagrożonych na Ukrainie i Rumunii.